# Le Grand Frère (film)
Pour les articles homonymes, voir Le Grand Frère.
Pour plus de détails, voir Fiche technique et Distribution.
Le Grand Frère est un film français réalisé par Francis Girod, sorti en 1982.

## Synopsis
En Afrique, Bernard a vécu un cauchemar. Laissé pour mort par son ancien « copain », il n'est en vie que par miracle et pour se venger. C'est ainsi qu'il retrouve le « lâcheur » un soir à Marseille. Un crime presque parfait si un enfant de 13 ans ne l'avait pas aperçu.

## Fiche technique
- Titre : Le Grand Frère
- Réalisation : Francis Girod, assisté de Régis Wargnier
- Scénario écrit par Francis Girod et Michel Grisolia d'après le roman éponyme de Sam Ross
- Photographie : Bernard Zitzermann
- Musique : Pierre Jansen
- Affiche : Philippe Lemoine
- Montage : Henri Colpi
- Pays de production :  France
- Genre : Drame
- Durée : 100 minutes (1h40)
- Tournage : 7 décembre 1981 au 5 février 1982
- Dates de sortie :
  - France : 8 septembre 1982
- Film  interdit aux moins de 12 ans lors de sa sortie en salles
- Affiche : Jean Mascii (France)

## Distribution
- Gérard Depardieu : Gérard Berger / Bernard Vigo
- Souad Amidou : Zina
- Hakim Ghanem : Ali
- Jean Rochefort : Charles-Henri Rossi
- Jacques Villeret : inspecteur Coleau
- Roger Planchon : inspecteur Valin
- Smaïn : Abdel
- Jean-Michel Ribes : le client de Zina
- Corinne Dacla :  la femme de Gérard
- Philippe Brizard : Le conseiller
- Christine Fersen : Jane
- François Clavier : Castel
- Tania Sourseva Mme Huysmans